# Karbalá
Karbalá je irácké město asi 100 km jihozápadně od Bagdádu. Jde o hlavní město guvernorátu Karbalá. V roce 2011 zde žilo 1 066 600 lidí.
V roce 680 se zde odehrála bitva u Karbalá mezi (pro šíítské muslimy) třetím imámem Husajnem ibn Alím a Jazídem I., ve které Husajn i s celou svou rodinou padl. Z toho důvodu je Karbalá pro šíity jedním z nejsvětějších měst na světě mimo Mekku, Medínu a Jeruzalém, nachází se zde Svatyně imáma Husajna.